# Kew Gardens
Kew Gardens er en botanisk have med et omfattende haveanlæg og flere drivhuse mellem Richmond upon Thames og Kew i det sydvestlige London, England. Haven drives af den offentlige forskningsinstitution Royal Botanic Gardens, Kew.

## Historie
Kew Gardens har sin oprindelse i Kew Park, skabt af Lord Capel af Tewkesbury. Denne park udvides af af Prinsesse Augusta, enke efter Frederik, prins af Wales, for hvem Sir William Chambers byggede flere havebygninger, hvoraf den store kinesiske pagode fra 1761 stadig eksisterer. Kong George 3. udvidede haven, hjulpet af William Aiton og Sir Joseph Banks. Den gamle Kew Park (på det tidspunkt omdøbt til the White House) blev revet ned I 1802. Det Hollandske hus, som lå ved siden af, blev købt af George III i 1781 som børnehave for kongelige børn. Det er en almindelig murstensbygning, nu kendt som Kew Palace.
I 1840 blev haverne til nationale botaniske haver. Under Kew's nye direktør, William Hooker, blev haverne udvidet med 30 ha og forlystelsesområdet blev udvidet til 109 ha og senere til dets nuværende størrelse på 120 ha.
Palme-huset blev bygget af arkitekten Decimus Burton og jernstøberen Richard Turner mellem 1844 og 1848. Det tempererede hus, som er dobbelt så stort som Palm House, fulgte senere i det 19. århundrede. Det er nu det største victorianske glashus, der er tilbage.
I 1987 åbnedes et nyt glashus, "Princess of Wales Conservatory". Glashuset består af en række "mindre" rum modsat det gamle palmehus' store "sale". Klimaet i hvert område er computer-kontrolleret, og glashuset rummer både samlinger af kaktus og orkideer. "Princess of Wales Conservatory" er internationalt berømt både for sin arkitektur og sin avancerede klima-styring. I 2006 åbnedes et nyt glashus for alpine planter, "Davies Alpine House", der ligeledes er blevet internationalt berømt både for arkitektur og klima-styring.
Kew var hjemsted for den succesfulde indsats for at dyrke gummitræer udenfor Sydamerika.
I juli 2003 blev haverne sat på UNESCO's Verdensarvsliste.

## Kew Gardens i dag
Kew Gardens er et ledende center for botanisk forskning, et træningssted for professionelle gartnere og et populært turistmål.
På trods af ugunstige vilkår (luftforurening fra London, tør jord og for lidt nedbør) har Kew fortsat en af de mest omfattende plantesamlinger i Storbritannien. I et forsøg på at udvide samlingerne væk fra disse vilkår har Kew etableret to underafdelinger, ved Wakehurst Place i Sussex og (sammen med Forestry Commission) Bedgebury Pinetum i Kent, den sidste specialiseret i at dyrke nåletræer.

## Eksterne links
- Wikimedia Commons har flere filer relateret til Kew Gardens
- Royal Botanic Gardens, Kew — official website
- Millennium Seed Bank Project
- The International Plant Names Index
- Royal Botanic Gardens, Kew — a Gardens Guide review Arkiveret 12. februar 2006 hos  Wayback Machine
- BBC A Year at Kew documentary behind the scenes at Kew Gardens
- Explore Kew Gardens — Virtual tour including interactive 360° panoramas
- Michael Pead :: Photos of Kew Gardens
- The Pagoda reopens to the public at Kew Gardens Arkiveret 18. august 2006 hos  Wayback Machine

51°28′28.8″N 0°17′43.68″V / 51.474667°N 0.2954667°V